# Братолюбівська волость
Братолюбівська волость — історична адміністративно-територіальна одиниця Олександрійського повіту Херсонської губернії.
Станом на 1886 рік складалася з 18 поселень, 19 сільських громад. Населення — 2737 осіб (1381 чоловічої статі та 1356 — жіночої), 508 дворових господарств.
|                     | Площа, десятин | У тому числі орної, дес. |
| ------------------- | -------------- | ------------------------ |
| Сільських громад    | 3884           | 2656                     |
| Приватної власності | 30186          | 7171                     |
| Казенної власності  | —              | —                        |
| Іншої власності     | 48             | 27                       |
| Загалом             | 34118          | 9854                     |

Найбільші поселення волості:
- Братолюбівка (Лисанєвічева) — містечко при балці Дубровиній за 60 верст від повітового міста, 220 осіб, 33 двори, станова квартира 3-го стану, православна церква, єврейська синагога, 18 лавок, 2 постоялих двори, винний погріб, 7 ярмарків: Явдохин, Провідний, Троїцький, Маковіївський, Покровський, Козьмо-Дем'янський, Миколаївський (6 грудня). За 18 верст — залізнична станція. За 22 версти — залізнична станція, готель.
- Федорівка — село при балці Шуличій, 221 особа, 41 двір, школа.

### На 1886 рік
- Православна церква в волості була в м. Братолюбівка (Лисаневичєво, Справницька). Єврейський молитовний будинок в волості був в м. Братлюбівка.

- В центрі волості м. Братолюбівці — ставок, балка Дубровина, дв. 184, 1066 осіб населення, волосна управа, поштове відділення, земська поштова станція, земська школа (учнів 60 осіб), земська лікарня і аптека, паровий млин, 3 лісних склади, гуртовий склад вина і спирта, 41 лавка, корчма, 7 ярмарок, 50 базарних дній.[джерело?]

### Населені пункти волості (1886)
Александровка д. (Кефалина, Кресты), Андреевка х. (Бардановка, Слан-Камень), Братолюбовка м. (Лисаневичево, Справницька), Бурдзинькевича Первая эк., Бурдзинькевича Вторая эк. (Дубовая Балка), Васильевка д., Веселая Боковенька д. (Малая Боковенька, Новая Боковенька, Ивановка, Малая Ивановка, Новая Ивановка, Давыдова, Смирновка), Волохина х. (Ивановский), Волохина эк., Давыдова х. (Веселая Боковенька), Давыдова эк., Добрянка д. (Добровольскаго, Кефалы, Трандафилова), Довгалевых х. (Очеретяный), Долинскаго эк., Долинская ст. ж.д. и пос., Дырды 4 х., Ивановка Первая д. (Делакура, Белокурова, Давыдова), Ивановка Вторая д. (Новая Боковенька, Давыдова), Катериновка д. (Богодаровка, Кузьминого, Кулинскаго), Кефалы В. эк., Кефалы М. эк., Козьмы х. (Козьминой), Константиновка д., Кугушева х., Кугушевка д., Лозоватка д. (Гембичевка, Гембовка), Львовскаго х., Малая Николаевка д.(Бурдзиньковка), Мало-Водянская эк., Марьевка х. (Здориченка, Лосскаго), Мороза хх. (Будяков, Волотко, Пичкуренка, Корнейченка, Тыщенка, Нетисьева), Нагорный х. (Кефалы), Натальевка д. (Чечелева Слобода), Некоры эк. (Константиновская, Тищенка), Некоры х. (Андреевка), Никифоровой х., Николаевка д. (Григоровича, Григорьевка, Фалькова), Немецкий пос. (Долинскаго), Палладия-Дудатия х. (Дудатия-Палладия), Пелагеевский х. (Пелагеевка, Волохина, Сухиново), Петровский х. (Кефалы), Плаксовка д. (Плаксино, Очеретино, Очеретино-Плаксовка), Полякова х., Семеновка д. (Некорина), Степанова х., Троста эк., Чечеля х. (Кефалы), Швединовка д. (Шведина, Пилиптея, Дружелюбовка), Швединовка д. (Городинской насл.), Федоровка Водяная д. (Мало-Водяная, Водяное, Доманскаго, Долинскаго), Федоровка Шуличина д. (Шуличино, Шулявино, Лозоватка).[джерело?]